# Gare du Buisson
Gare du Buisson vasútállomás Franciaországban, Le Buisson-de-Cadouin településen.

## Vasútvonalak
Az állomást az alábbi vasútvonalak érintik:
- Niversac-Agen-vasútvonal
- Libourne-Buisson-vasútvonal

## Kapcsolódó állomások
A vasútállomáshoz az alábbi állomások vannak a legközelebb:
- Gare du Bugue
- Gare de Siorac-en-Périgord
- Gare de Trémolat